# World Federation of Independent Scouts
Die World Federation of Independent Scouts (WFIS) ist ein internationaler Pfadfinderdachverband und wurde 1996 in Laubach, Deutschland, gegründet. Ziel ist es, ein weltweiter Dachverband für Pfadfinder zu sein, die nicht Mitglied einer anderen Pfadfinderweltorganisation sind, auf Lagern, Leitertrainings und Jamborees Kontakte zwischen Pfadfindern herzustellen und zu ihrer Pflege beizutragen.
In dem Verband sind nach eigenen Angaben Pfadfinderverbände aus etwa 65 Ländern mit etwa 7 Millionen Mitgliedern organisiert. Um die Zusammenarbeit zu erleichtern ist die WFIS in Regionalverbänden organisiert. Sitz der Europaregion (WFIS-Europe e.V.) ist Berlin.
Präsident der WFIS ist seit Mai 2007: Klaus Tegeder, Heistenbach, Deutschland. 

## Geschichte
| 1996 | Gründung der World Federation of Independent Scouts in Laubach, Deutschland. |
| 1999 | Gründung der WFIS - Europe                                                   |
| 2001 | Gründung der WFIS - North America                                            |
| 2002 | 1. WFIS-Jamboree (Weltpfadfindertreffen) in Skørping, Dänemark               |
| 2004 | Gründung der WFIS - South East Asia                                          |
| 2006 | 2. WFIS-Eurocamp (Europapfadfindertreffen) in der Schweiz                    |
| 2007 | 2. WFIS-Jamboree (Weltpfadfindertreffen) in Kolumbien                        |
| 2010 | 3. WFIS-Eurocamp (Europapfadfindertreffen) in Hundsdorf, Deutschland         |
| 2011 | 3. WFIS-Jamboree (Weltpfadfindertreffen) in Mexico                           |
| 2014 | 4. WFIS-Eurocamp (Europapfadfindertreffen) in Bassano Romano, Italien        |
| 2018 | 5. WFIS-Eurocamp (Europapfadfindertreffen) in Newbury, England               |
| 2023 | 6. WFIS-Eurocamp (Europapfadfindertreffen) in Bexbach, Deutschland           |

## Mitgliedsverbände im deutschsprachigen Raum

### Deutschland
- Bund Europäischer St. Georgs-Pfadfinderinnen und -Pfadfinder
- Bund Unabhängiger Pfadfinder, Stamm Cassiopeia
- Christliche Pfadfinderschaft Dreieich
- Deutscher Pfadfinder Bund e. V. gegr. 1911
- Europäischer Pfadfinderbund – Georgsritter
- Europäischer Pfadfinderbund St. Georg
- Freie Deutsche Waldläufer Olpe
- Freier Pfadfinderbund Asgard
- Freier Pfadfinderbund St. Georg
- Independent Scout Association
- Pfadfinder im Mühlenbecker Land
- Pfadfinderbund Weltenbummler
- Pfadfindertrupp Frederick Selous
- Solmser Pfadfinderschaft

### Österreich
- Scouts of Europa

### Schweiz
- Feuerkreis Niklaus von Flüe